# Дженіс Клекер
Дже́ніс Крі́стін Кле́кер (до шлюбу Горнс) (англ. Janis Kristin Klecker, народилася 18 липня 1960 року у Блумінгтоні, США) — американська легкоатлетка, марафонка. Дворазова чемпіонка США, учасниця Олімпійських ігор в Барселоні.

## Біографія
Ставала переможницею національного чемпіонату США в 1987 та 1992 роках. На Олімпіаді 1992 року посіла 21-ше місце. В послужному списку спортсменки перемоги на таких змаганнях, як Марафон Твін Сітіс (тричі — у 1980, 1991, 1992 роках), Марафон Сан-Франциско (двічі — у 1983, 1990 роках), Марафон Манітоби у 1985 році, Бабусин марафон у 1987 році, Марракеський марафон у 1989 році, Каліфорнійський марафон (двічі — у 1988, 1990 роках) та інші. В 1990 році Дженіс Клекер встановила рекорд Каліфорнійського марафону з часом 2:30:42.
Навчалася в Університеті Міннесоти. З 2009 року працює стоматологом. Одружена з Барні Клекером, також марафонцем. Обоє є рекордсменами американського ультрамарафону. У подружжя шестеро дітей.

## Особисті рекорди
- 1 миля — 4:51
- 5000 метрів — 15:57
- 5 миль — 25:50
- 10000 метрів — 31:44
- Напівмарафон — 1:10:41
- Марафон — 2:30:12
- Ультрамарафон (50 км) — 3:13:51 (рекорд США)

## Результати марафонських забігів
Вказано найкращі результати:
1979
- 2:58:32 — 21 жовтня (Марафон міста озер) — 3-тє місце

1980
- 2:48:11 — 19 жовтня (Марафон міста озер) — переможець

1981
- 2:36:46 — 20 червня (Бабусин марафон) — 2-ге місце
- 2:41:50 — 20 квітня (Бостонський марафон) — 14-те місце

1982
- 2:43:44 — 24 січня (Х'юстонський марафон) — 3-тє місце
- 2:44:08 — 19 червня (Бабусин марафон) — 4-те місце

1983
- 2:35:44 — 24 липня (Марафон Сан-Франциско) — переможець
- 2:35:45 — 16 січня (Х'юстонський марафон) — 4-те місце

1984
- 2:36:27 — 30 вересня (Марафон Твін Сітіс) — 4-те місце
- 2:37:18 — 2 грудня (Каліфорнійський марафон) — 4-те місце
- 2:37:40 — 15 січня (Х'юстонський марафон) — 3-тє місце
- 2:38:56 — 12 травня (Передолімпійський марафонський забіг у Олімпії) — 26-те місце

1985
- 2:31:53 — 8 грудня (Каліфорнійський марафон) — 2-ге місце
- 2:36:36 — 6 жовтня (Марафон Твін Сітіс) — 5-те місце
- 2:38:08 — 16 червня (Марафон Манітоби) — переможець

1986
- 2:39:46 — 12 жовтня (Марафон Твін Сітіс) — 9-те місце

1987
- 2:36:12 — 20 червня (Бабусин марафон) — переможець
- 2:39:11 — 18 січня (Х'юстонський марафон) — 5-те місце

1988
- 2:34:17 — 4 грудня (Каліфорнійський марафон) — переможець

1989
- 2:36:42 — 8 жовтня (Марафон Твін Сітіс) — 2-ге місце
- 2:39:19 — 15 січня (Марракеський марафон) — переможець

1990
- 2:30:42 — 2 грудня (Каліфорнійський марафон) — переможець

1991
- 2:30:31 — 6 жовтня (Марафон Твін Сітіс) — переможець
- 2:35:08 — 3 листопада (Марафонський забіг у Ервайні) — переможець

1992
- 2:30:12 — 26 січня (Х'юстонський марафон) — переможець
- 2:34:25 — 15 листопада (Токійський марафон) — 7-ме місце
- 2:35:41 — 17 травня (Клівлендський марафон) — 2-ге місце
- 2:36:50 — 4 жовтня (Марафон Твін Сітіс) — переможець